# Suore domenicane missionarie delle campagne
Le Suore Domenicane Missionarie delle Campagne (in francese Sœurs Dominicaines Missionnaires des Campagnes) sono un istituto religioso femminile di diritto pontificio: le suore di questa congregazione pospongono al loro nome la sigla D.M.C.

## Storia
Le origini della congregazione risalgono all'associazione delle figlie della Fede, sorta nel 1907, ma l'istituto fu fondato nel 1932 a Les Riceys da Bernadette Beauté (1876-1969), in religione madre Maria di San Giovanni.
Nel 1939 la casa generalizia fu stabilita a Flavigny-sur-Ozerain, presso un convento fondato da Jean-Baptiste Henri Lacordaire. La congregazione ricevette il pontificio decreto di lode il 23 ottobre 1962.

## Attività e diffusione
Lo scopo della congregazione è l'apostolato presso le popolazioni delle zone rurali scristianizzate; le suore si dedicano all'insegnamento, alla catechesi e all'assistenza agli infermi.
Benché, dopo il 1932, siano state fondate filiali in Canada, negli Stati Uniti d'America, nel Mali, in Algeria e ad Haiti, le suore sono presenti solo in Francia; la sede generalizia è a Luzarches poi a Digione.
Alla fine del 2008 la congregazione contava 230 religiose in 46 case ; nel 2016, 159 religiose in 16 case.